# Allium pumilum
Allium pumilum är en amaryllisväxtart som beskrevs av Aleksei Ivanovich Vvedensky. Allium pumilum ingår i släktet lökar, och familjen amaryllisväxter. Inga underarter finns listade i Catalogue of Life.